# Vocatief
De vocatief (Latijn: vocativus; vocare = roepen) of vijfde naamval is de naamval die wordt gebruikt als iemand of iets wordt aangesproken. Het is een van acht oorspronkelijke naamvallen van het Proto-Indo-Europees en men vindt hem bijvoorbeeld terug in het Latijn, het Roemeens, het Georgisch en sommige Slavische talen, alsook in een aantal Keltische talen.
In het Latijn is de vocatief qua vorm meestal gelijk aan de nominatief. Onderscheid is er alleen bij woorden uit de o-declinatie met de nominatiefuitgang -us. Deze verandert in -e (Marcus wordt dus bijvoorbeeld Marcē). Als het woord eindigt op -ius wordt -us gewoon weggelaten (filius wordt dus bijvoorbeeld fili). De vocatief wordt in het Latijn vaak voorafgegaan door het grammaticaal partikel o (bijvoorbeeld in “O tempora, o mores!”). In het Oudgrieks en het Koinè-Grieks was het vocatieve partikel meestal ὦ / Ὦ. Zo zei Jezus volgens Marcus 9:19: Ὦ γενεὰ ἄπιστος, ἕως πότε πρὸς ὑμᾶς ἔσομαι; Dit werd door de NBG 1951 vertaald als: 'O, ongelovig geslacht, hoelang zal Ik nog bij u zijn?' De NBV21 gaf een wat vrijere vertaling zonder vocatief partikel: 'Wat zijn jullie toch een ongelovig volk, hoe lang moet Ik nog bij jullie blijven?'.
In andere talen wordt dat in plechtige uitspraken ook wel gehoord, onder andere in het Frans (als ô), Engels en Nederlands. Het vocatief partikel is nog terug te vinden in Nederlandstalige liederen zoals O dennenboom, O, o, Den Haag en Aan U, o Koning der eeuwen. Ook in het Wilhelmus komt het vocatief partikel twee keer voor: 'Sijt ghy, o Godt mijn Heer,' (zesde couplet) en 'O Edel Neerlandt soet,' (tiende couplet). De spelling oh is in deze betekenis niet juist, ook niet in het Engels.
In het Nederlands wordt in een enkel geval en in bepaalde kringen de Latijnse vocatief gehanteerd: bijvoorbeeld als aanhef in een brief: "Waarde Amice" (enkelvoud) of "Amici" (meervoud), afgeleid van "amicus", vriend. Het woord "dominee" is afgeleid van de vocatief dominē van het woord dominus ("heer"). In 1625 stelde Christiaen van Heule in zijn werk De Nederduytsche Grammatica ofte Spraec-konst dat het Nederlands naast de nominatief, genitief, datief en accusatief naar analogie met het Latijn ook een vocatief (of rouper) kende. Dit is later echter weer ingetrokken door andere grammatici.
In het Schots-Gaelisch en Iers wordt de vocatief nog steeds gehoord. De naamval bestaat uit een partikel a, gevolgd door  lenitie (een h na de beginletter); zo zal men Séamas (/sʲeməs/) en Màiri (/ma:ri/) aanspreken met a Shéamais (/ə heməsʲ/) en a Mhàiri (/ə va:ri/). God, Dia (/dʲa/), wordt aangesproken met a Dhia (/ə ja/). Het opschrift boven een brief luidt vaak A chara - het vocatief van cara, vriend.
Naamvallen geven in de regel de relatie aan die binnen het zinsverband tussen de woorden bestaat, en met name de betrekking tot het gezegde binnen de zin. De vocatief is daar echter een uitzondering op. De naamval geeft juist de vorm van het woord aan zoals deze in een aanroep dat wil zeggen buiten het zinsverband te vinden is.
De vocatief stelt daarmee een ernstig probleem voor taalkundigen, in die zin dat hij typologisch weliswaar een der klassieke naamvallen van het Proto-Indo-Europees is, maar wanneer men, in een breed perspectief, alle talen ter wereld bekijkt, hij niet onder de syntactische basiscategorieën ressorteert; zo bezit bijvoorbeeld het Tabassaraans, dat als de taal met de meeste naamvallen beschouwd wordt, tientallen naamvallen die allerlei soorten syntactische verbanden en spatiale bewegingen uitdrukken, maar geen vocatief. Om die reden trekken sommige linguïsten in twijfel of de vocatief in de zogenaamde dieptestructuur wel überhaupt een naamval is.
De vocatief komt voor in enkele bekende citaten, zoals:
- Vare, Vare, redde mihi legiones! (Varus, geef me mijn legioenen terug! – Keizer Augustus)
- Et tu, Brute? of Tu quoque, fili mi? (Ook gij, Brutus?, respectievelijk Ook gij, mijn zoon? – Caesar bij zijn dood tegen Brutus)